# İlbank
İlbank est un club turc de volley-ball fondé en 1995 et basé à Ankara qui évolue pour la saison 2020-2021 en Misli.com Sultanlar Ligi.

## Historique
İller Bankası Spor Kulübü est créée en 1995.

## Palmarès
- BVA Cup
  - Vainqueur : 2012[1] 2014[2]

## Effectifs

### Saison 2020-2021
| No                                                                              | Nom                                                                             | Date de naissance                                                               | Taille                         | Poids                          | Poste                          |
| ------------------------------------------------------------------------------- | ------------------------------------------------------------------------------- | ------------------------------------------------------------------------------- | ------------------------------ | ------------------------------ | ------------------------------ |
| 1                                                                               | Eva Mori                                                                        | 13 mars 1996                                                                    | 186                            | 70                             | Passeuse                       |
| 2                                                                               | Ceyda Durukan                                                                   | 8 avril 1994                                                                    | 186                            | 65                             | Centrale                       |
| 3                                                                               | Birgül Güler                                                                    | 2 mai 1990                                                                      | 181                            | 62                             | Réceptionneuse-attaquante      |
| 7                                                                               | Eylül Karadaş                                                                   | 3 septembre 2001                                                                | 175                            | 67                             | Passeuse                       |
| 8                                                                               | Melda Güler                                                                     | 7 novembre 2000                                                                 | 189                            | 70                             | Centrale                       |
| 9                                                                               | Ceren Çınar                                                                     | 9 septembre 1992                                                                | 177                            | 57                             | Passeuse                       |
| 10                                                                              | Ceren Karagöl                                                                   | 11 mars 1997                                                                    | 187                            | 71                             | Centrale                       |
| 12                                                                              | Yaprak Erkek                                                                    | 2 septembre 2001                                                                | 182                            | 60                             | Réceptionneuse-attaquante      |
| 14                                                                              | Ceren Cihan                                                                     | 3 février 1991                                                                  | 168                            | 58                             | Libero                         |
| 15                                                                              | Tuğçe Öcal                                                                      | 28 mai 2000                                                                     | 179                            |                                | Réceptionneuse-attaquante      |
| 16                                                                              | Yasemin Özel                                                                    | 13 mai 1998                                                                     | 184                            | 76                             | Attaquante                     |
| 17                                                                              | Yağmur Karaoğlu                                                                 | 21 août 2001                                                                    | 190                            | 67                             | Attaquante                     |
| 18                                                                              | Sinead Jack                                                                     | 8 novembre 1993                                                                 | 193                            | 78                             | Centrale                       |
| 20                                                                              | Ezgi Güç                                                                        | 23 mars 1992                                                                    | 181                            | 59                             | Réceptionneuse-attaquante      |
|                                                                                 |                                                                                 |                                                                                 |                                |                                |                                |
| Encadrement technique                                                           | Encadrement technique                                                           |                                                                                 | Légende                        | Légende                        | Légende                        |
| Entraîneur : Mehmet Duygun                                                      | Entraîneur : Mehmet Duygun                                                      | Entraîneur : Mehmet Duygun                                                      | : Capitaine                    | : Capitaine                    | : Capitaine                    |
| Entraîneur(s) adjoint(s) : Barış Topçu Entraîneur(s) adjoint(s) : Nihal Cantürk | Entraîneur(s) adjoint(s) : Barış Topçu Entraîneur(s) adjoint(s) : Nihal Cantürk | Entraîneur(s) adjoint(s) : Barış Topçu Entraîneur(s) adjoint(s) : Nihal Cantürk | : Joueuse blessée actuellement | : Joueuse blessée actuellement | : Joueuse blessée actuellement |